# Raymond Suvigny
Raymond Suvigny (Parigi, 21 gennaio 1903 – Parigi, 26 ottobre 1945) è stato un sollevatore francese.
Ha partecipato a due edizioni dei Giochi Olimpici nei pesi piuma (1924 e 1932), conquistando la medaglia d'oro a Los Angeles 1932. A Parigi 1924 si classificò al 9º posto.
Ha vinto la medaglia di bronzo ai Campionati europei del 1930 a Monaco di Baviera.

## Palmarès
Olimpiadi
- 1 medaglia:
  - 1 oro (pesi piuma a Los Angeles 1932)